# Untersiemau
Untersiemau è un comune tedesco di 4 241 abitanti, situato nel land della Baviera.